# CR新世紀エヴァンゲリオン 〜使徒、再び〜
『CR新世紀エヴァンゲリオン 〜使徒、再び〜』（シーアールしんせいきエヴァンゲリオン しと、ふたたび）とは、フィールズおよびビスティより2008年1月に発売・稼動のパチンコ機。『CR新世紀エヴァンゲリオン 〜奇跡の価値は〜』の後継機にあたる機種である。デジパチタイプ。
この項目では、2010年1月発売・稼動の甘デジ仕様『CR新世紀エヴァンゲリオン 〜使徒、再び〜Light（保通協における型式名は『CR新世紀エヴァンゲリオン 〜使徒、再び〜YF）』についても説明する。

## 機種概要
アニメ『新世紀エヴァンゲリオン』をテーマにしたタイアップ機の4作目。シリーズ恒例となっている「暴走モード」に加え、「レイ覚醒モード」と「新生モード」が新たに搭載されている。
本作は、前作からの演出・盤面が一新され、SANKYO汎用枠ではなく、初号機をイメージしたEVA専用枠となった。上皿は初号機の胸のイメージで、ハンドルには「EVA 1」がデザインされている。また、チャンスボタンの周りに新たにジョグダイヤルが追加されている。
また「保留玉8個タイプ」になっており、抽選結果がヘソ入賞(最大4個)と、電チュー入賞(最大4個)で別々に保留され、電チューの保留から優先して消化される。総合的な確変割合は共通であるものの、電チュー入賞時は2R確変に当選する割合が3%に減少し、その分15R確変に当選する割合が増加していて、高確率（暴走モード等含む）中に再度暴走モードに当選する確率が減っているため1セット(初当り〜時間終了)の消化時間が短くなった。なお、電チュー入賞に当選した2R確変はレイ覚醒モードか新生モードとなる。
また前作までは、2R確変によるモードはその大当間の一回だけで終了したが、本作は一度2R確変に突入した後に確変大当たりするとモードが継続されるようになった。
本作では、新たに大当中の曲の間奏中（ROUND6〜10付近）に、原作アニメのストーリーダイジェストが流れるようになった。1回の15ROUND大当中に原作アニメ第壱話から順に紹介される。

### 役モノ
盤面には、前作のEVA3機から第1、2作同様に初号機のみとなった。雑誌等では、大きな顎が液晶上を被っているが通常時は格納されている。初号機の役モノは、初号機リーチや、暴走モード突入時に稼動する演出がある。また、盤面右下に7セグタイマーがあり、それを握るように初号機の手があり、暴走モード中は前後に稼動する。また、暴走モード中には、初号機の頭の部分が上下に稼動するが、顎は格納されている。
また、盤面上部にもパトランプが2つあり、大当時などに光る。

### 大当たり時の曲
本作には大当たり時のBGMとして、『残酷な天使のテーゼ』や、『魂のルフラン』が流れる他、『FLY ME TO THE MOON <Aki Jungle Version>』、『甘き死よ、来たれKomm, süsser Tod』の計4曲が用意されている。どの曲が流れるかは、以下の条件によって決定する。
- 下記を除いた初当り、2連荘目など大当り(通常図柄、確変図柄を問わず。)、3の倍数時の確変柄以外での大当たり ⇒ 『残酷な天使のテーゼ』
- 突然確変を除いた3の倍数で、確変図柄での大当たり(3連荘目、6連荘目等) ⇒ 『魂のルフラン』
- 新生モード中の大当たり ⇒ 『甘き死よ、来たれ Komm süsser Tod』
- レイ覚醒モード中の大当たり ⇒ 『FLY ME TO THE MOON <Aki Jungle Version>』

※レイ覚醒、新生モード中を除く通常時、高確率時、時短時から通常図柄で大当たりした場合、「残酷な天使のテーゼ」以外の楽曲が流れる事があるが、こちらは大当たり時の楽曲法則崩れとなり、ラウンド中もしくはエンディング昇格が確定する。
また本作は一度『暴走モード』や『新生モード』、『レイ覚醒モード』に突入するとモードが継続されるようになったのにともない、3の倍数以外の大当たりでも高確率状態が続く限りモードに対応した音楽が流れるようになった。

## ジョグダイヤル
ジョグダイヤルは、レイちゃんモード中に使用するほか、2種類の裏コマンドが確認されている。

### 裏コマンド1
本作では、通常時の変動音が「魂のルフラン」に変更されているが、ジョグダイヤル・チャンスボタンを使用することにより、前作シリーズの変動音に変更させることが出来る。方法は、以下の通り。
1. まず、特殊ステージ（ミッションモード・ミサトの部屋等）以外の通常画面の変動停止状態で行う。
2. ジョグダイヤルを、4コマ右回転（時計回り）させる。また、指先でやると行いやすい。
3. その状態で、5コマ左回転（反時計回り）。
4. 最後に、チャンスボタンを一回押し、「キュイン」という音がなれば成功である。
5. 回し過ぎても、問題無くむしろ入力が成功しやすい。但し、これは変動音が変化するだけで、デジタル抽選には関係無い。
6. また、高確率中・時短中に入力しても変動音は変化しない。また、大当りし、時短終了後は、再び「魂のルフラン」に戻る。

### 裏コマンド2
本作では、新たに大当り中の曲の間奏中（ROUND6〜10付近）に、原作アニメのストーリーダイジェストが流れるようになったが、時短終了後に再び大当りを引き戻しても、また第壱話からのストーリー紹介となる。これを特定のコマンドで継続させる事ができる。
1. まず、大当りが終了し、時短に突入する時点の画面（ミサトのチャンスタイム突入の画面）で、ジョグダイヤルを右に半回転以上「キュイン」と鳴るまで回す。
2. 時短が終了し、通常時に再び15ROUND大当りを引いたら完全に当選数字が確定し、キャラクターの台詞の後ホワイトアウトして大当り画面に移行していく時にチャンスボタンを4回以上押す。
3. 「キュイン」と鳴ったら成功となる。なお、2ROUND確変を引いた場合は入力不要である。
4. 時短中に15ROUND大当りが当選したとしてもコマンド入力は不要であるが、再び時短に突入した場合は、また同じように入力が必要である。

## 図柄キャラクター
キャラクターに関する詳細は新世紀エヴァンゲリオンの登場人物を、使徒に関しては使徒 (新世紀エヴァンゲリオン)を、エヴァンゲリオンに関してはエヴァンゲリオン (架空の兵器)をそれぞれ参照のこと。

### 基本図柄
キャラクターは過去作と同様だが、デザインが一新された。縦スクロール5ライン型のリール配列用図柄である。
7連以上の大当たり、もしくは1000回転以上のハマリの条件を満たすとミサト・レイ・アスカのデザインと台詞が変化する。
- 確変図柄
  - 1. 葛城ミサト
  - 3. 綾波レイ
  - 5. 惣流・アスカ・ラングレー
  - 7. 碇シンジ
  - 9. 碇ゲンドウ
- チャンス図柄
  - 2. 加持リョウジ
  - 4. 冬月コウゾウ
  - 6. 渚カヲル
  - 8. 赤木リツコ

### 暴走モード中の図柄
6図柄が確変図柄となり「エヴァンゲリオン四号機」に変更され、6図柄だったゼルエルが4図柄に移動した他、デザインが一新された。
縦スクロール1ライン型のリール配列用図柄で、基本図柄よりも縦長である。
- 確変図柄
  - 1. エヴァンゲリオン零号機
  - 3. エヴァンゲリオン初号機
  - 5. エヴァンゲリオン弐号機
  - 6. エヴァンゲリオン四号機
- チャンス図柄
  - 2. 第3使徒サキエル
  - 4. 第14使徒ゼルエル

### 新生モード中の図柄
このモードのみ2人のキャラクターがデザインされている他、2図柄が確変図柄に変化している。その為、ほとんどが4図柄テンパイからの大当たりとなる。
デザインは一部を除き、前作『奇跡の価値は』からの流用である（リツコは『セカンドインパクト』のもの）。また、どの図柄にも台詞は無い。
- 確変図柄
  - 1. 葛城ミサト&加持リョウジ
  - 2. 赤木リツコ&伊吹マヤ
  - 3. 碇シンジ&惣流・アスカ・ラングレー
  - 5. 綾波レイ&渚カヲル
  - 6. 碇ゲンドウ&碇ユイ
- チャンス図柄
  - 4. 鈴原トウジ&洞木ヒカリ

### レイ覚醒モード中の図柄
全て綾波レイに関わるデザインになっている。確変図柄の他、4図柄にも台詞がある。
前作『奇跡の価値は』ではユイは確変図柄になっていたため、混同に注意。
- 確変図柄
  - 1. 綾波レイ（1人目）
  - 3. 綾波レイ（プラグスーツ）
  - 5. エヴァンゲリオン零号機
  - 6. 綾波レイ（転校生）
- チャンス図柄
  - 2. リリスと融合し巨大化したレイ
  - 4. 碇ユイ

## 突然確変(2R確変)演出
本作の突然確変は、シリーズおなじみとなった「暴走モード」の他、「新生モード」、「レイ覚醒モード」の三種類がある。

### 暴走モード
前作シリーズ同様の「チャンス目」により突入するパターンとシンクロリーチを経由して突入するパターンとがあり、今作よりノーマルリーチハズレからの発展も搭載された。なお、今作では、高確率状態が続く限りモード演出が継続するようになった。
また、前作シリーズ同様、暴走と見せかけて出玉の得られる確変大当たりに突入する暴走モードプレミアムも存在する。こちらは発生確率が約10億分の1と、異常な低確率。

#### 突入演出
- チャンス目経由
  - 1-A. 「1・3・5」の図柄が並ぶと、しばらく停止する。この「1・3・5」の並び目をチャンス目という。ラインや順番は不問。
  - 1-B. 原作アニメ第拾九話のシーンが流れ、碇シンジが「動け、動け〜」の台詞と共に機体を必死に動かそうとする演出が発生。
- シンクロリーチ経由
  - 2-A. 前作シリーズ同様にシンクロリーチ中、リーチ目を半コマ過ぎてから、マヤの「神経パルスに…」という台詞と共に画面が乱れる演出が発生。図柄を何コマも通過し、画面がブラックアウト。
  - 2-B. 発生条件は、搭乗者が碇シンジであることのみ。発展時にロンギヌスの槍がカットインし、リーチ目の2コマ前にセカンドインパクトと同様に画面が赤く点滅すればチャンスアップとなる。
  - 2-C. リツコの「私たちにはもう、EVAを止めることはできないわ…」という言葉の白抜き文字の画面とともに発展。
- その他
  - 3-A. 通常変動中にチャンスボタン予告でボタンを押すと、バシュン！という効果音と共に画面がブラックアウト。「まさか、暴走？」の白抜き文字が出る演出後にチャンス目が揃い発展。
  - 3-B. ミッションモード（1分ミッションは除く）中に、モニター予告にて上記同様にチャンスボタンを押すと発展。
  - 3-C-1. 通常リーチで図柄が半コマ通過して停止後、上記のチャンス目の演出が突然発生する。
  - 3-C-2. 通常リーチで図柄が半コマ通過して停止後、擬似連を発生させて突入演出に発展。
  - 3-D. その他、変動中に初号機役モノや、7セグタイマー部分の初号機の手が作動したり、モノリスランプが「03・01・05」が光ったら暴走モードに発展するパターンもある。
- 共通
  - 4.青い炎と共に二回の鼓動音（同時にアタッカーが二回作動）の後、激しい警告音と共に上部のパトランプが点滅。
  - 5.原作アニメの第拾九話のシーンが流れ、「初号機役モノ」が咆哮し、「暴走モード突入」と表示される。
  - 6.以降は高確率状態となり、再びデジタル変動が始まる。

#### 暴走モード中の演出
- 画面演出
  - 背景には前進する初号機が表示され、画面上下に帯状に赤色の「ALERT」が表示され、右上に赤文字で「暴走モード」と表示される。
  - 図柄がエヴァと使徒の描かれた専用の物に変化し、リール配列が縦スクロール1ライン型に変化する。その為、ダブルリーチは掛からない。
- 役モノ動作
  - 右側のパネルに赤文字で「暴走」が、その直下の7セグタイマーに "0:00:00" と"-:--:--" が表示交互にされる。
  - 盤面上部の「初号機役モノ」が上下に作動し同時に7セグタイマーの初号機の手が前後に稼動する。ただし、顎は格納されている。

#### 継続演出
暴走モード中に再度暴走モードに当選した場合、暴走モード継続演出が発生する。なお今作では、電チュー入賞時は2Rの確変大当たりに当選する割合が少なく設定されており、前作シリーズに比べ、演出が見られる機会が少なくなっている。なお、場合によっては下記の新生モード・レイ覚醒モードに発展する場合もある。ちなみに、演出を見られる確率は、1285.2分の1である。
- 1. チャンス目停止からの暴走演出発生
- 2. 原作アニメ最終話のシンジのシーンと共に演出が発生。
- 3. 黒文字で「暴走モード継続」の表示の後、再びデジタル変動が始まる。
- 4. 3回目の継続（暴走モード中の2回目の演出）が発生すると、ミサトを中心とした継続演出が発生する。

#### 暴走モードプレミアム
- 前作同様、暴走モードプレミアムは、暴走モード突入と見せかけて、通常の（出玉の得られる）確変大当たりに突入する演出である。
- 判別する手段として、鼓動音と共に作動するはずのアタッカーが開かず、盤面左下の当選情報セグが表示されず動いたままになる。また、演出中はパチンコ台に接続されたデータマシン等が大当たり表示をしない。

### 新生モード
新生モードは、突然確変のプレミアモードで、前作の、暴走モード碇ユイVer.にあたるモード。新生モード中に大当たりした場合、大当たり時のBGMが「甘き死よ、来たれ」になる。また、暴走モード同様に今作では、高確率状態が続くが限りモード演出が継続するようになった。

#### 突入演出
- 1. デジタル変動中、画面がブラックアウトし、演出が発生。
- 2. シンジが「さよなら…母さん」の白抜き文字と共に発言。
- 3. 劇場版「まごころを君に」のラストシーンと共に演出が発生し同時にアタッカーも二回稼動する。
- 4. 青文字で、「新生モード突入」と表示される。
- 5. 以降は高確率状態となり、再びデジタル変動が始まる。

#### モード中の演出
- 画面演出
  - 画面上下に無数の緑色の十字架模様が表示され、背景には赤い羽根ような模様が、また右上に黄色文字で「新生モード」と表示される。
  - 図柄は新生モード専用の物に変化し、リール配列が縦スクロール1ライン型に変化する。その為、ダブルリーチは掛からない。
  - 演出中のBGMは、「甘き死よ、来たれ」に変化する。
  - 継続演出は、暴走モード同様に、確変中の2R確変は少ないため、こちらも演出を見られる機会が少なくなっている。なお、場合によってはレイ覚醒に発展する場合もある。ちなみに見られる確率は、11567分の1である。
- 役モノ演出

暴走モードのように役モノが可動する事はないが、初号機の目が定期的に開眼する演出がある。リーチ前予告の開眼とは関係ないので注意。

### レイ覚醒モード
レイ覚醒モードは、基本的には時短中に突然確変に当選した場合に突入するモードであるが、上記の暴走モードのチャンス目などから発展する場合もある。レイ覚醒モード中に大当たりした場合、大当たり時のBGMが「Fly Me to the Moon」になる。こちらも、高確率状態が続く限りモードが継続される。なお、今作では電チューからの入賞がメインとなる為、突入率は、115600分の1と低い。

#### 突入演出
1. 突入契機は暴走モード同様に、チャンス目、シンクロリーチ経由、ノーマルリーチハズレ後の他、ブラックアウトからの発展もある。
2. 原作アニメ第伍話の他、アニメのレイの名シーンが流れる。同時にアタッカーも二回作動。
3. 「綾波レイ、覚醒」と共にデジタル変動が開始される。

#### モード中の演出
- 画面演出
  - 画面上下は白い半円が表示され、バックにはロンギヌスの槍がデザインされ、右上には、白と青文字で「覚醒モード」と表示される。
- 役モノ動作
  - 右側のパネルに青文字で「覚醒」と表示される。なお、初号機の役モノは作動しない。
  - 継続演出は、暴走モード同様に、確変中の2R確変は少ないため、こちらも演出を見られる機会が少なくなっており、他のモードに発展する事はない。ちなみに見られる確率は、新生モード同様11567分の1である。

## ミッションモード
本作のミッションモードは、前作同様の「5分」バージョンと「3分」バージョン、及び発生時点で当確となる「1分バージョン(プレミアミッション)」がある。

### 突入演出
1. 警報演出発生
2. 四度目のアラーム中、画面上下に帯状に黄色の「ALERT」・中央に「EMERGENCY」と表示され、各々の台詞の後「ミッションモード突入」と表示された後、「ミッション内容」が表示される。これらの表示はすぐに消え、変動していたデジタルが停止。
3. その後、サブ液晶にタイマーがセットされ、作動する。

### 解説
アンビリカルケーブル断線Ver.（5分）
5分バージョンは、基本的に前作シリーズと同様で「5分以内に○の図柄でリーチをかけろ」というリーチ図柄を指定するミッションが基本となる。ミッションを達成すると「完遂」と表示され、大当たりが確定する。また、ミッション途中に追加ミッションが追加された時点で大当たりが確定する。モード突入時に突発当りが発生することがある。マヤの「アンビリカルケーブル、断線！」というセリフの中の、"断線"という言葉の途中に発生する。
ミッション・キールVer.（3分）
3分バージョンは、基本的に「○○予告を出せ」という予告を指定する内容のミッションが基本となる。ミッションを達成すると「可決」と表示され、大当たりが確定する。こちらもモード突入時に突発当りが発生することがある。「ミッションモード突入」というセリフの直後に発生する。
MAGI侵食Ver.（1分）【プレミア演出】
1分バージョンは発生した時点で大当たり確定で、MAGIシステムに第11使徒イロウルが進入する原作アニメ第拾参話のシーンが流れる。ミッション達成後「任務完了」と表示される。また、任務完了時の残り時間が "0:01:11"や、演出中にゲンドウと冬月の登場順（通常は冬月が先となる。）が異なる場合は、確変大当たり確定となる。

### ミッションモード中の演出
- 画面演出
  - 背景が固定され、画面上下に黄黒色の模様・画面左上に「ミッション内容」・画面右上に「ミッションモード」と表示される。
  - 5分バージョンの場合、左列に指定図柄が停止すると効果音が鳴る。この効果音はミッション達成時にも鳴る。
  - 5分・3分バージョン共に、予告は基本的に押しボタン予告しか発生しないが、稀にリラックス系ロング・シンジ予告・アスカ予告・次回予告が発生する場合がある。その分期待度も上がるが、発生しても大当たり確定ではない。
- 役モノ動作
  - サブ液晶にタイマーが表示されて作動する。 "0:00:00" になると、次の変動からは通常の状態に戻る。
  - ミッション・キールVer.のみ、液晶手前の「モノリスランプ」が、53秒あたりから「05」のモノリスランプがゆっくりと消え始める。以降、ほぼ10秒毎に「04、03、02、01」が順に消えていく。

### 補足
これまでと同様、ミッションモードは演出の一種であり、大当たり確率の変更などはない(基板上はリーチ演出の一種となっている)。しかし、これまでと同様、大当時の演出としてミッションモードが抽選される場合がある。この場合、突入時の回転でミッションを達成するか、1分バージョンへ突入して大当たりとなる。また、前作同様、突入時に擬似連続回転が発生する場合があり、この場合も大当たり確定となる。本作では3回や4回連続するパターンも存在する。また、途中でミッションが追加されるパターンや、ミッションを達成せずに大当たりするパターンなども、これまで同様に存在する。なお本作では、突入後2〜3回転までのリーチは、シンクロ経由で大当たり確定(強予告扱い)となり、4連の疑似連続回転が発生した場合、必ずノーマルリーチで確変大当たりするようになっている。また、ミッションモード終了後30回転以内、及び時短中にミッションモードに発展した場合は大当たり確定となる。そのため、モード終了後30回転以内、時短中の警報演出は、使徒予告またはタイトル予告に発展する可能性が高くなっている。

## 通常背景
- 前作シリーズから一新して、背景がすべて新規のものに変更されている。全部で10パターン存在する。
  - ネルフ司令室（この背景のみバックの背景が動き2種類に変化する。）
  - 非常事態
  - 街・赤信号
  - 下町から望むビル群
  - 新箱根湯本駅
  - 漁港と灯台（この背景から司令室に戻るまでBGMが変化）
  - 海
  - 山（浅間山）
  - 第三新東京市遠景
  - 夕焼け
- 基本的に、ネルフ司令室〜夕焼けをループするが、前作までと異なり特殊ステージ及びミッションモードに変化してもネルフ司令室に戻らず、特殊ステージ及びミッションモード突入時まえの背景に戻る。
- 一度背景変化があった場合、基本的に10回転以内に再び背景が変化する事はないが、もし10回転以内に再び背景変化があった場合はその回転での大当たりが確定する。
- 補足：稀にではあるが、特殊ステージ終了後、4〜5回転の間、ネルフ司令室が表示される場合がある。

大当たり・確変・プレミアムなどの因果関係は不明であるものの、表示されても何も起こらない（ガセの一種？もしくは、公式には情報が無いため、プログラム上のバグやエラーなどが考えられる）。

## 特殊ステージ変化
デジタル変動直後、一定確率で特殊ステージへ移行する場合がある。この演出はリーチが掛かった際に一定確率で終了する（ただし最低10回転は滞在する）ほか、途中でミッションモードに突入して中断されることもある。大当たり確率等の変更はないが、突入演出が大当時の演出として抽選される場合があるため、初回転でリーチがかかれば大当たり確定となる(基板上はミッションモードと異なり、リーチ演出の一種ではなく移行演出である)。また、確変時、及び時短中に移行した場合も大当たり確定である。
ミサトの部屋
デジタル変動直後、BGMが「MISATO」に変化し、前作シリーズまではダイニングだったが本作では居間に変更され、予告も一新している。このステージでは、「インターホン予告」、「電話予告」、「ミニキャラ予告」、「TV予告」がある。なお、「TV予告」のみ「臨時ニュースVer.」と、「天気予報Ver.」がある。
リツコの研究室
今作から「学校ステージ」に変わり、新たに追加された新ステージで、BGMも変化する。基本的に斜め後ろからのリツコの机が表示され、「パソコン予告」、「マグカップ予告」、「来訪者予告」、「ミニキャラ予告」がある。
レイちゃんステージ
本作から新たに追加された新ステージで、このモードのみ演出で『ジョグセレクター』を使用する唯一のモードである。通常変動中はデフォルメされた綾波レイと、「コイン回し対決挑戦者求む！！」旗が立てられており、使徒が現れると、「コイン回し対決予告」に発展。レイが「いきます！」と発言したら、「レイちゃんを探せ予告」にそれぞれ発展する。

## 予告演出
本作の予告演出は、基本的にシリーズ前作を踏襲したものとなっている。
ただし、EVAリーチの対戦相手の変更（その発展予告も含む）の他、大幅な変更点も多い。

### 強予告(慣習用語)
CR新世紀エヴァンゲリオン セカンドインパクト以降に慣習化されたシリーズ特有の用語。シンクロリーチ発展時に必ず大当確定する予告を『強予告』と呼ぶ慣習がある。
強予告は比較的信頼度が高いものが多いが、信頼度が高いだけで『強予告』と呼ぶわけではないし、『強予告』だから一般信頼度が高いわけでもない。あくまで『強予告』後にシンクロリーチに発展したときに、確定となる予告群を『強予告』と呼ぶので注意。

### 警報演出
デジタル変動直後に画面が暗転し、赤背景に黒文字で「警報」と表示されアラームが鳴る。その後、
- ミッションモード
- 使徒予告
- タイトル予告

のいずれかに発展する。70〜80%はミッションモードに発展する。上記にも挙げた通り、ミッションモード終了後30回転間は、基本的にミッションモードに発展しないので、ミッションモード終了後30回転以内に警報演出が発生した場合は、使徒予告またはタイトル予告への発展が濃厚となる。※警報演出時、パトランプが作動（回転せず点滅）するが、大当たり確定などの予告ではないので注意。

### 変動中の予告

#### ステップアップ予告
前作同様に、本作でもキューブ体のウィンドウが出現する演出となった。キャラクターの描かれたキューブ体が縦回転しながら、次のステップへ発展していく。また、ウィンドウ拡大時には台詞が字幕で表示される。前作同様、ステップアップ予告はシリアス系とリラックス系の2種類存在する。なお、前作までのセクシー系は無くなった。本作シリアス系は発生しやすいものの信頼度は低く、また、リラックス系は発生しにくいが信頼度は前作よりも若干信頼度が落とされている。キャラクターはどのタイプでも共通である。また、一部を除き、キャラクターのイラスト・台詞も変更されている。
1. 赤木リツコ
2. 葛城ミサト
3. 綾波レイ
4. 惣流・アスカ・ラングレー
5. 碇シンジ

シリアス系
画面奥から赤木リツコの描かれた銀色枠のキューブ体が出現すればシリアス系となる。シリアス系は発生しやすい為あまり期待度は高くは無く、ステップ1出現後に消滅してしまう「ガセ」が多い。前作同様、ステップ2でリーチ確定、ステップ3でスーパーリーチ確定、ステップ5で期待度アップ(強予告)となる。1〜5の全てのステップに、絵柄は同じだがセリフが異なるプレミアパターンも存在しており、出現すれば大当りとなる。
シリアス系飛ばし
前作同様、シリアス系にはステップ3以降への「飛ばし」（途中スキップ）が存在し、通常パターンより少し期待度が高い。また、発生時はキャラクターが通常と異なる台詞を喋る他、イラストも変化している。
シリアス系横回転(プレミア)
ウィンドウ拡大時に横回転するパターンも存在する。右に回転した場合は若い頃（幼少期）のキャラクターのが表示され、左に回転した場合は碇ゲンドウなどのプレミアムキャラクターが表示される。
リラックス系
画面奥から光る金色枠のキューブ体が出現し、BARにいるリツコが出現すればリラックス系となる。リラックス系は発生しにくいが、発生した時点でスーパーリーチが確定し、期待度も高い。ステップ3以降は強予告となる。よって、ステップ3以上からシンクロリーチに発展した場合は大当たり確定となる。
リラックス系ロングバージョン
前作同様、リラックス系ステップ3以降には、通常よりも台詞が長い「ロングバージョン」が存在する。発生すると、リーチ後にいきなりスーパーリーチ発展演出が発生する。そのためリーチ後予告とは複合しなくなるが、期待度は、前作よりも若干低いがそれでも大当たり確定予告を除いては高い。ロングバージョンはそれぞれのパイロットのエヴァ系リーチへの発展が確定し、法則崩れは発生しない。また、前作同様ステップ5のロングバージョンは大当たり確定となる。また、高確率中にロングバージョンが出た場合、ステップ3、4なら当たれば確変、ステップ5なら確変大当たりが確定する（左右同時停止を伴うため）。なお、特殊ステージ（ミッションモード、ミサトの部屋、リツコの研究室、レイちゃんステージ）滞在中、稀にリラックス系ステップアップが発生することがある。大当たり確定ではないものの、ステップ3以上のロングバージョンが確定し、シンジまで発展した場合はその時点で大当たり確定である。高確率中、特殊ステージ移行時にリラックスステップアップが複合することがあるが、この場合は特殊ステージ移行で当確、リラックス系で左右同時停止が確定しているため、確変大当たり確定となる。

#### チャンスボタン予告
デジタル変動直後、画面下部にキャラの顔とメッセージウィンドウが表示されてボタンが点灯し、ボタンを押すと台詞が表示される。台詞によって期待度が異なるものの、キャラが喋ればとりあえずはリーチが確定する。高期待度の激アツ台詞や大当たり確定台詞も存在する。また、再度ボタンが点灯すると異なるキャラクターが出現する二度押しのパターンを始め、ボタンの色が水玉模様の場合や、キャラクターの台詞が赤く表示されるパターンも存在する。また、加持リョウジの台詞が大幅に増加しているが、期待度は下がっている（だが無言でもリーチ確定）。前作同様、カヲルのチャンスボタンも存在する。無言でも高い信頼度を誇り、セリフを喋ればプレミアムになる。

#### 使徒予告
警報演出後、伊吹マヤの「パターン青、使徒です！」の台詞の後に使徒が表示され、対応したリーチへの発展が予告される。大当たり期待度の高い激アツ予告の一つであり、強予告でもある。なお、関連性の無いリーチに発展した場合は「法則崩れ」により大当たりが確定する。
- 第16使徒アルミサエル  ⇒ 零号機リーチ
- 第8使徒サンダルフォン ⇒ 弐号機リーチ
- 第10使徒サハクィエル  ⇒ 初号機リーチ
- 第15使徒アラエル 　　 ⇒ 単機狙撃リーチ
- 第7使徒イスラフェル   ⇒ 新・ユニゾンリーチ
- 第14使徒ゼルエル 　　 ⇒ 三機殲滅リーチ

これ以外の使徒が表示された場合は、大当り確定のプレミアムとなる。

#### タイトル予告
変動開始時、警報演出が発生し、その直後に黒背景に白文字でタイトルが表示されるパターンや、前作シリーズ同様にデジタル変動中に表示されるパターンがあり、各タイトルに対応したリーチへの発展が予告される。本作より新タイトル「シンクロ」が追加されている。関連性の無いリーチに発展した場合は「法則崩れ」により大当たり確定となる。
- シンクロ ⇒ シンクロリーチ（時短中・高確率中に出現した場合は大当たり確定だが、シンクロリーチ自体は大当たり確定ではないので注意。あくまで、「シンクロ」というタイトルが当確要素となる。）
- 使徒、襲来 ⇒ シンクロ含むすべてのリーチ
- レイ、心のむこうに ⇒ 零号機リーチ
- 涙  ⇒ 零号機リーチ
- アスカ、来日 ⇒ 弐号機リーチ
- マグマダイバー ⇒ 弐号機リーチ
- 奇跡の価値は ⇒ 初号機リーチ
- 男の戦い ⇒ 三機殲滅リーチ
- 瞬間、心、重ねて ⇒ 新・ユニゾンリーチ
- せめて、人間らしく ⇒ 単機狙撃リーチ

これ以外のタイトルが出現した場合は、大当たり確定となる。

#### パイロットによる疑似連続予告
前作にも存在した「シンジ予告」「アスカ予告」のほか、新たに「レイ予告」が追加された。但し、今作では2回目の擬似連は必ずリーチにならない。1回目でリーチにならなかったら3・4回目確定となる。高確率中に3回連続が発生した場合、当たれば確変大当たりが確定する。
シンジ予告
デジタル変動直後、画面奥から碇シンジの描かれた銀色枠のキューブ体ウィンドウが連続で出現する擬似連続予告。連続回数が多いほど期待度が高く、4回連続で発生した場合は確変大当たり確定となる。ただし、1回しか発生しなかった場合でも期待度は高い（但し、他の予告・リーチの期待度による。）。なお、この予告は「初号機リーチ」、「三機殲滅リーチ」に対応しており、それ以外のリーチへ発展した場合は確変大当たり確定となる。連続3回目からの初号機リーチは、必ずF型装備Ver.に発展する。
アスカ予告
デジタル変動直後、画面奥からアスカの描かれた銀色枠のキューブ体ウィンドウが連続で出現する擬似連続予告。連続回数が多いほど期待度が高く、4回連続で発生した場合は確変大当たり確定となる。この予告は対応先が「弐号機リーチ」及び「新・ユニゾンリーチ」、「三機殲滅リーチ」、「単機殲滅リーチ」であるため、シンジ予告と比較すると発生率が若干高く、期待度は若干低くなっているが、弐号機リーチ以外のリーチへ発展した場合は確変大当たり確定となる。こちらもシンジ予告同様、連続3回目からの弐号機リーチは、マステマVer.への発展が確定する。
レイ予告
デジタル変動直後、画面奥から綾波レイの描かれた銀色枠のキューブ体ウィンドウが連続で出現する擬似連続予告。連続回数が多いほど期待度が高く、4回連続で発生した場合は確変大当たり確定となる。なお、この予告は「零号機リーチ」及び、「三機殲滅リーチ」、「新・ユニゾンリーチ」、「単機狙撃リーチ」に対応しており、それ以外のリーチへ発展した場合は確変大当確定となる。3つの擬似連予告の中ではもっとも出現率が高い。こちらも連続3回目からの零号機リーチは、マステマVer.への発展が確定する。

#### キール予告・モノリス予告
本作より、新たに追加された新予告に一つで、基本は液晶手前にあるモノリスランプがメインとなり、盤面の向かって左側から「04・05・01・02・03」順に並びそれぞれ赤く光る。3種類の点灯パターンがあり、普通に点灯した場合は期待度は低いが、高速で点滅しながら点灯した場合は期待度も高くなる。主なパターンは以下の通り。
- 「04、03」のみ点灯。
- 「04、03」が点灯後、「05、02」が点灯。
- 「04、03」が点灯し、次に「05、02」が点灯し、最後に「01」が点灯。→リーチ確定
- 点滅しながらの点灯や、高速点滅しながら点灯、デジタル変動中に突然ウェーブ状に点灯するパターンなど多彩である。
- 「05、01、03」のみが点灯した場合、及び右から左に向かって流れた場合は、2R確変大当たり確定となる。

モノリスランプが全点灯した場合のみ液晶画面上に突然「キール」が現れた場合は、キール予告に発展する。一見、ステップアップ予告とそっくりであるが、こちらはキューブ状ではなく、平面で、縁もブロンズ色である。「キール」の他、「SOUND ONLY」のバージョンもありこちらの方が期待度は高い。また、発言する台詞によって期待度も変化する。

#### 次回予告
デジタル変動直後、黒背景に白文字で「予告」と表示され、様々なシーンのカットが表示された後、白背景に黒文字でタイトルが表示され、表示されたタイトルに対応したリーチへ発展する。原作アニメの次回予告風の予告である。大当たり期待度の高い激アツ予告の一つである。なお、この予告が発生すると、ノーマルリーチやスーパーリーチ発展演出を介さずにそのまま直接対応するスーパーリーチへ発展し、モノリスランプも発生しない。なお、高確率中にこの予告が発生すれば、当たれば確変確定となり、ストーリー系は確変大当たり確定となる。時短中は、ストーリーは大当たり確定となる。エヴァ系リーチに発展した場合、リーチ前ムービー、特殊装備（マステマ、F型装備）は発生しない。
- 次回 涙 ⇒ 零号機リーチ
- 次回 マグマダイバー ⇒ 弐号機リーチ
- 次回 奇跡の価値は ⇒ 初号機リーチ
- 次回 せめて、人間らしく ⇒ 単機狙撃リーチ
- 次回 瞬間、心、重ねて ⇒ 新・ユニゾンリーチ
- 次回 男の戦い ⇒ 三機殲滅リーチ（マルチVer.への発展が確定）
- 次回 最後のシ者 ⇒ 確変大当たり確定　→全スーパーリーチに対応
- 次回 大当り ⇒ 確変大当たり確定　→次回　大当たりと出た後すぐに確変図柄がそろう

ちなみに、前作同様に、レイが表示されるシーンで、レイの代わりにカヲルが表示された場合は「次回 最後のシ者」が確定する。なお、この予告には「法則崩れ」は存在しない。リーチラインにもよるが、ストーリー対応の予告よりも、初号機リーチに発展する「奇跡の価値は」が一番信頼度が高いようである。

#### 停止時予告
通常はデジタル画面の図柄が左図柄⇒右図柄⇒中央図柄の順の停止で通常パターンであるが、リーチ確定演出として、右図柄戻り、左右同時停止(スーパーリーチ確定。シンクロへ発展すれば大当たり確定)の他、本作より右図柄が先に停止するパターンも追加された。左右停止は若干信頼度が高くなるが、総合して信頼度には大差が無い。特殊ステージ・ミッション等に突入してリーチが確定するパターンが発生した場合や、高確率中に戻りが起こった場合に当たったら確変大当たり確定である場合などを、早めに予知するための予告といえる。

#### モニター予告
本作では5分及び3分ミッションモード限定の予告になった。前作同様に、変動中にモニターが表示され、キャラクターが会話する。左側のウィンドウには碇シンジ、もしくは伊吹マヤが表示され、シンジの場合はチャンスボタンを押すと、アスカorレイとの会話となり、マヤの場合はリツコor冬月との会話となる。この予告はあまり期待度は高くはないが、大ウインドウが出現した場合は期待度アップとなり、同時にチャンスボタン予告同様に赤文字だと高期待となる。また、新たにチャンスボタンを押したら2R確変の暴走モードに発展するパターンも搭載された。

#### ミサトの部屋のみの限定予告
TV予告
ミサトの後姿とテレビが表示されれば、TV予告となる。チャンスボタンを押し、それぞれ表示された文字で期待度が異なる。天気予報と臨時ニュースの2パターンがある。また、「赤ペンペン」や、「使徒、再び」のタイトルロゴが表示されたら激アツである。
インターフォン予告
ミサトの横顔が表示され、「ピンポーン」の音の後、インターフォンにキャラクターが表示される。ガセパターンも多々あるが、再び表示されたり、加持リョウジと一緒に登場するとチャンスアップのパターンもある。また、インターフォンの枠が赤い場合期待度アップ。この予告は、前回大当たりからの回転数が400回以内限定で発生する。
電話予告
居間の画面で右下に電話が表示されると、電話予告となる。右画面がカットインして電話相手のキャラクターが表示される。また、赤電話だと期待度アップとなる。前回大当たりからの回転数が401回以降限定の予告になる。
ミニキャラ予告
ミサトの居間でデジタル変動中に、突然画面に現われる予告で、目を凝らして見ていないと、図柄が被り気付きにくい演出でもある。主に、テーブル上にビール缶、ラーメン・カレー鍋、ペンペン時計が現われ、座布団付近に雑誌、ペンペンが現れる。また、前作同様に赤ペンペンは激アツ予告である。

#### リツコの研究室のみの限定予告
パソコン予告
パソコン画面にペンペンと予告文字が表示され、チャンスボタンを押すと、主に「調子はどう？」などや、それぞれのリーチに対応した「シンクロかストーリー」などいずれかのリーチに発展するパターンがある。また、ペンペンが赤いと激アツ。「Emergency」で2R確変確定、「キタ━━(゜∀゜)━━」で大当り、「まもなく降臨」で確変大当たり確定（レイ以外の全回転確定）となる。
マグカップ予告
ミサトがコーヒーを差し出したら、マグカップ予告となる。リツコが拒否するというガセもあるが、リツコが受け取り、テーブルに置いた時点にマグカップの文字及び色で期待度が変化する。「さすがね」というセリフと共にコーヒーを受け取る画面の時、デスクに猫の置物が置いてある場合があるが、こちらは期待度アップとなる。猫の置物があった場合、「ダブルリーチ」以上の文字が確定する。前回大当たりからの回転数が400回以内限定の予告である。
来訪者予告
デジタル変動開始時にリツコの後姿が表示されたら、来訪者予告となる。扉が開き現れたキャラクターによって期待度が変化する。赤い扉だと期待度アップとなる。こちらはマグカップ予告に代わり、前回大当たりからの回転数が401回以降限定の予告になる。
ミニキャラ予告
「ミサトの部屋」同様に、変動中に現れ、主に画面右側には、潜水セット、散乱した書類が、画面左側には、散乱したごみ、椅子の上にヘルメット、机の上に写真立てが現れる。また、左と右のミニキャラが複合するパターンもある。

#### レイちゃんステージのみの限定予告
このステージのみ本作より搭載された『ジョグセレクター』を、予告で使用する唯一のステージである。
レイちゃんを探せ
デジタル変動中、レイが「いきます！」と発言したらNERVのコインが2つ現われ、コインがシャッフルされ始める。最終的に、赤い方が現在選択している側で、チャンスボタンで決定は出来なく、カウントダウンまで、待たなくてはならない。コイン裏にレイがいればリーチ確定となる。その他、レイがコイン裏から頭を見せたり、制服の姿のレイ、シンジ・アスカが登場したらチャンスアップとなる。カヲルとの2ショットというプレミアも存在する。
コイン回し対決
レイが「！！」とふきだしに表示し、「第3使徒サキエル」が登場したらコイン回し対決が開始される。ジョグダイヤルをひたすら右に回し続け、コインが裏返れば、表示された文字の通りに発展する。また、「第4使徒シャムシェル」が現れたり、左回転&赤コインや、コイン回し敗北後、上部からコインが落下してくれば期待度アップとなる。なお、大当りコインやカヲルが登場するプレミアも存在する。

#### その他の予告
枠フラッシュ予告
外側にあるLEDが点滅すると、激アツ(スーパー発展時のみ)となる。しかし、分かりにくい演出といわれ、大概は液晶に見惚れている人も多く、予告に気づかない人も多い。こちらは変動開始直後と、リーチ中に発生する。後者の場合は大当たり確定である。
インパクトフラッシュ
「キュイーン・ピピーン」という音と共にパトランプが2回発生し、盤面や台枠のLEDが激しく点滅。いわゆる「一発告知」である。上記の枠フラッシュとは異なり、遠く離れている台からでもはっきりわかるほどの大音量である。変動直後に発生するパターンと、リーチ直後に発生するパターンがあり、後者の方が出現率は低いが、両者共に発生した時点で確変大当たり確定となる。
格納庫予告
前作シリーズ同様に格納庫背景に変化すると、確変大当たり確定となる。背景は「初号機格納庫」「弐号機格納庫」の他「零号機格納庫」が追加された。また、格納庫背景ではBGMが『残酷な天使のテーゼ』に変化する。
初号機役モノ作動
開眼
変動開始時、初号機に緑色の目玉が出現する、高信頼度を誇る激アツ予告である。視覚上は少しわかりにくい演出だが、開眼と同時に大きめの音量で効果音が鳴るので、音に意識していればすぐにわか:る演出である。新生モード中、変動中の役モノ動作の演出として開眼が発生するが、あくまで演出用でリーチ等には関係ないので注意。
咆哮
上記の開眼から発展する場合がある。開眼直後、格納されている顎が作動し激しく咆哮する。発生した時点で2R確変を含む大当たりが確定する。リーチ否定で2R確変、リーチ成立で15R大当たりが確定する。カヲル以外のチャンスボタン予告から発生することもある。
手が動く
変動開始時に、盤面右下にある7セグタイマーを握っている手が作動する。2R確変を含む大当たりが確定する予告である。ミッションモードやリーチ中にタイマーと共に作動するモノとは別物なので注意。暴走モード中は常に手が可動しているため、この予告は発生しない。

### リーチ後予告

#### 図柄アニメーション
リーチ直後、図柄のキャラが動く。通常時は発生してもしなくても大差ないが、確変中の場合は高確率でスーパーリーチへ発展する。アニメーションが発生すると背景・群予告を否定してしまう。また、アニメーション時に声を発すれば大当確定となる（ダブルリーチがかかった場合、手前のキャラが喋る。そのため、確変図柄が手前の場合でも通常図柄で当たる可能性もある。）。

#### 群予告
リーチ直後、画面下部から「ミニキャラ群」が通過すると、期待度大幅アップとなる。いわゆる強予告の1つである。登場したキャラによって発展先が決まっており、関連性の無いリーチに発展した場合は「法則崩れ」により大当確定となる。なお、この予告は前回大当たりからの回転数が401回以上でないと出現しない。
- シンジ群 ⇒ 初号機、三機殲滅リーチ
- アスカ群 ⇒ 弐号機、単機狙撃、新・ユニゾン、三機殲滅リーチ
- レイ群 ⇒ 零号機、単機狙撃、新・ユニゾン、三機殲滅リーチ
- カヲル群 ⇒ 確変大当たり確定

#### 背景予告
リーチ直後、背景に綾波レイが表示されると、期待度大幅アップとなる。いわゆる強予告の1つでもある。絵は「初代」の縦スクロールに戻された。また、綾波レイ以外の人物や物が表示された場合は大当確定となる。また、本作からは『ヱヴァンゲリヲン新劇場版』で、デザインされた新ネルフマーク、新ゼーレマークもプレミアの一つとして追加された。確変中にレイ背景が発生すると当たれば確変大当たり確定となり、レイ以外のプレミア背景が発生した場合は確変大当たり確定となる。前回大当たりから401回転以降は、群予告が用意されているため、背景予告の出現率が大幅に下がっている。その代わり、若干ながら信頼度はアップしている。なお、群予告と背景予告は複合しない。

## リーチ演出

### ノーマルリーチ
ごく稀にノーマルリーチのまま図柄が揃って大当たりする場合があり、その場合は確変確定となる。発生率はかなり低い。スーパーリーチ確定の予告が発生してもスーパーリーチに発展しない「法則崩れ」や、ミッションモードの「初回転リーチ」、次回予告の「次回 大当たり」によるパターンが大半を占める。

### スーパーリーチ
スーパーリーチは「シンクロリーチ」「エヴァンゲリオン系」「ストーリー系」「全回転系」「突発当り」の5つに分けられる。
スーパーリーチ発展演出
ノーマルリーチ後、ミサトが現れ、「エヴァンゲリオン、発進!」の台詞の後、3機のエヴァが発進する演出が通常パターンであり、この場合は、シンクロリーチ以外の全てのリーチへ発展する可能性がある。基本的に「シングルリーチ」よりも「ダブルリーチ」の方が期待度が高いが、高信頼度を誇る「ストーリー系」のみシングル限定で発展する。
変則パターン
- 発射台に1機しか配置されていない場合、その機体のリーチへの発展が確定する（単機発進）。期待度アップの演出であり、初号機の単機発進は高信頼度の演出となっている。
- 3機のエヴァが発進されていく場面で、パイロット3人の顔が表示された場合は大当たり確定となる。
- 背景にミサトではなくゲンドウと冬月が現れ『「勝ったな。」「ああ。」』、『「ぬるいな。」「ああ。」』または『「熱いな。」「ああ。」』の台詞の後、3機のエヴァが発進する演出が発生した場合は大当たり確定となる。なお、「ぬるいな。」「ああ。」の台詞が発生した場合は確変大当たり確定となる。
- 本作より、ノーマルリーチハズレ後、スーパーに発展する、遅れ発展が追加された。変動停止後、リツコが「ミサト！早く！」の画面が出現すれば、ミサトが「エヴァンゲリオン、直ちにリフトオフ！！」の台詞と共に発展する。期待度がアップする。

上記の演出が発生せず、ノーマルリーチ中に画面がホワイトアウトした場合は「シンクロリーチ」、「ミサトカーリーチ（確変・時短中限定）」へ発展する。
さらに、スーパーリーチに発展する時のホワイトアウトの画面で「ロンギヌスの槍」がカットインすれば期待度が少々アップする。

#### シンクロリーチ
スーパーリーチの中では最も期待度が低い。しかし、特定の予告（いわゆる「強予告」）から発展すれば大当たりが確定する。前作と同様に、背景には画面左側にパイロットが、右側にエヴァンゲリオンが表示され、両者がシンクロする様が描かれる。また、期待度を表すパラメータが液晶画面の下部中央に表示される。
パラメータ
小（青）・中（黄）・大（赤）の三段階。前作ではシンジでパラメーターが大の場合は大当たり確定または暴走確定だったが、本作では確定演出ではない。メーターがどれであっても、突確の可能性がある。
背景キャラクター
碇シンジが通常パターンである。綾波レイか惣流・アスカ・ラングレーの場合は基本的にゲージ中以上が確定するが、前作同様に、ゲージ小だった場合は大当たりが確定する。渚カヲルの場合は確変大当たりが確定する。また、シンジからは暴走モード（通常時のみ）、レイからはレイ覚醒モード（時短中のみ）への発展のチャンスがあるが、アスカの場合は突確に対応していないため、ハズレか15Rの大当たりのどちらかにしかならない。
エマージェンシー演出
本作では「セカンドインパクト」のチャンスアップ演出だった、リーチ目の2コマ前から画面が赤く点滅し始める「エマージェンシー演出」が復活している。こちらの演出はシンクロリーチ開始時にロンギヌスの槍のカットインが発生した場合のみ発生する。
シンクロ暴走の条件
通常時はシンジのシンクロからしか暴走しない。他はメーターの違いおよびエマージェンシー演出の有無に関係なく、大当たり確定演出以外の全てのパターンで発展の可能性がある。
時短中のレイ覚醒モード
時短中にロンギヌスの槍がカットインしたレイのシンクロ予告で稀に覚醒モードへ移行する。この時のマヤの台詞や台の様子はシンジのシンクロ予告と同じである。

#### ミサトカーリーチ
確変・時短中限定のリーチ。原作第壱話のワンシーンである、第3の使徒・サキエルが山の合間から登場するカットから始まり、ミサトが車で次々に落ちて来るサキエルの攻撃を避けながら道路を爆走する。最終的に当たり図柄が止まり、逃げ切れれば大当たりとなる。通常時におけるシンジシンクロの代わりに発生するものなので、扱いはシンクロリーチと変わらないため、リラックス系ステップアップの2以上、レイ背景予告からなど、いわゆる強予告から発展した場合は大当たり確定となる。また、こちらもシンクロリーチ同様、リーチ目に確変図柄がある場合、リーチ目のプラス半コマで外れてから再び図柄が上から落ちてくる再始動演出も存在する。やはりシンクロにあたるリーチなので、時短中は強予告から発展しない限りほとんど期待のできないリーチであるが、稀に当たる事もある。なお、こちらのリーチはハズレor15Rの大当たりのどちらかしかないため、突確への発展はない。また、ミサトがギアチェンジするカットインのところで代わりにミサトの写真が出現した場合は大当たり確定である。

#### エヴァンゲリオン系リーチ
エヴァンゲリオン系リーチは予告演出によって期待度が左右されやすく、シングルよりもダブルの方が期待度が高くなっている。リーチはキャラクター部分を除き、すべてCG画面で演出される。大当たり時には「完全決着」と表示され、パトランプが回転する。また、チャンスアップ演出として、原作アニメの画面もふんだんに使用され、対戦相手もすべて一新されている。最終図柄攻撃の直前にチャンスボタンが光るので、押せばカットインとセリフ(共通して「ATフィールド全開」が最高信頼度）が入る。

##### 零号機リーチ
本作では、対戦相手が「vs第16使徒・アルミサエル」である。零号機がプロトタイプカラー（黄色）だった場合は、大当たり確定となる。ハズレ後青い炎が発生すると、四号機が救援に現れる復活演出が発生する。この場合は確変大当たりが確定する。なお、ハズレ後に画面下のタイマーが止まると再始動演出確定となるパターンも存在するが、タイマー停止が発生せずに復活演出に移行するパターンもあるので注意。
対戦演出
対戦演出は、原作アニメ第弐拾参話がモチーフになっており、アルミサエルとスナイパーライフルで戦う。今までと同様のスナイパーライフルで図柄を撃ち落していくタイプのものとなる。最大で3回ライフルを発射するが、2発目でハズレてしまったり、1発目で当たる事もある。高確率中に1発目で当たった場合は確変大当たり確定となる。

##### 弐号機リーチ
本作では、対戦相手が「vs第8使徒・サンダルフォン」である。弐号機にシンジが同乗していれば大当たり確定となる。零号機同様に、ハズレ後青い炎が出現すると、四号機が救済に現われ、確変大当たり確定となる。零号機同様に、ハズレ後に画面下のタイマーが止まると再始動演出確定となるパターンも存在するが、タイマー停止が発生せずに復活演出に移行するパターンもあるので注意。なお、本作では渚カヲルが搭乗しているパターンはない。
対戦演出
対戦演出は、原作アニメ第拾話がモチーフとなっており、サンダルフォンとD型装備した弐号機が戦う。サンダルフォンが1コマずつ数字を破壊していき、リーチ目の1コマ前になるとD型装備が破壊され、最終的に弐号機がリーチ図柄を守りきったら大当たりとなる。また、確変中にD型装備が破壊されずにシングルリーチで当たった場合は確変大当たり確定となる。なお、ダブルリーチ時（例えば7×8リーチ）、7の図柄で失敗しても必ず次のコマに切り替わるため、チャンスボタンでのカットインが2回発生する。この時、1度目のセリフより2度目のセリフの方が強くなる。そのため、1度目のセリフが「ATフィールド全開！」ならば大当たりが確定する。また、1度目のセリフと2度目のセリフが同じというパターンがあるが、こちらも大当たり確定となる。

##### 初号機リーチ
本作では、対戦相手が、「vs第10使徒・サハクィエル」である。登場する初号機が新劇場版カラーであれば大当たり確定となる（見分け方法として胸のデザインや角のラインが2本になっている等）。零号機・弐号機リーチ同様に、ハズレ後青い炎が出現する（タイマー停止パターンあり）と、四号機が救済に現われ、確変大当たり確定となる。
対戦演出
対戦演出は、原作アニメ第拾弐話がモチーフとなっており、落下してくるサハクィエルと初号機が戦う。演出開始前に期待度に関わらず初号機役モノが作動し、落下してくる数字を1コマずつ引き裂いていき、リーチ目の数字まで貫いたら大当たりとなる。零号機・弐号機は登場しない。なお、ダブルリーチから手前の通常図柄で当たった場合、もう1度攻撃し確変図柄で当たる、"2枚抜き"が存在する。9×1リーチ時にも2枚抜きが発生することもある。

##### 四号機リーチ
本作から新たに搭載された新リーチで、原作アニメでは出現せずに消滅した(とされている)機体がモチーフとなっている。他メディアでは新世紀エヴァンゲリオン2などの家庭用ゲーム作品に登場するエヴァンゲリオンである。基本はダブルリーチで演出されるが、出現した時点で確変確定の大当りとなる。出現条件として、初号機リーチで確変大当たりする場合の15%の割合で発生。確変割合が思わしくない初号機リーチでなおかつ、その中の15%という割合であるため、通常時からの発生は激レアレベルと言ってもいいだろう。ちなみに、この演出は本作のTVCMにも使用された。
対戦演出
対戦演出は、原作アニメの第拾八話がモチーフとなっておりEVA参号機を乗っ取ったバルディエルが初号機と戦い、初号機がピンチ状態の時にパチンコ版オリジナル演出として、カヲルが搭乗した四号機が救済してくる。迫ってくる数字を撃破すれば大当りとなる。こちらはエヴァ系リーチ扱いとなるので、他エヴァ系リーチ同様、チャンスボタンでのカットイン演出も存在するが、カットインは金枠での「A.Tフィールド、全開！」に限定されている。

#### ストーリー系リーチ
本作のストーリー系リーチも、すべて一新され全3種類ある。いずれも高信頼度のリーチで、「三機殲滅リーチ」ではシリーズ初の分岐型のリーチとなった。また、高確率中に発生すると確変大当たり確定、時短中に発生すると大当たり確定となる。

##### 単機狙撃リーチ
単機狙撃リーチでは、対戦相手が「vs第15使徒・アラエル」となる。基本は弐号機（パイロット：アスカ）であるが、エヴァが零号機（パイロット：レイ）だった場合はチャンスアップとなる。また、エヴァが敗北し、復活演出が発生したら確変大当たり確定となるが、零号機Ver.の場合は復活は発生しないため、負けた時点でハズレが確定する。
対戦演出
対戦演出は、原作アニメ第弐拾弐話がモチーフとなっており、衛星軌道上にいるアラエルを陽電子砲（ポジトロンライフル）で狙撃する。最終的に電子砲で貫けば、大当たりとなる。復活演出は、鼓動と共に青い炎が発生し、零号機がロンギヌスの槍で敵を貫く。

##### 新・ユニゾンリーチ
シリーズおなじみの演出となった新・ユニゾンリーチでは、前作シリーズ同様に、「vs第7使徒・イスラフェル」である。本作では、パイロットがレイ&アスカのみとなる。
対戦演出
基本的な対戦演出は、前作シリーズと変わりないが、CGがアニメに戻されている他、新演出としてタイマーの色が赤くなっているとチャンスアップとなる。ミサトの作戦要項説明時に、パイロットが表示される順番がアスカ→レイが通常であるが、逆であると大当たり確定となる。ストーリー系の中では信頼度は1番高い。こちらにも発生すれば確変確定となる復活演出は用意されているが、演出に無理がありすぎるため、特に原作アニメを見た人にとっては納得のいかない演出になったと思われる（カヲルが出現するわけでもなく、ミサトの「まだよ！」というカットインの後に、最初の攻撃と全く同じ映像が流れる。）。

##### 三機殲滅リーチ
三機殲滅リーチでは、パチンコシリーズ初の分岐型の対戦演出となり、対戦演出によっては大きく信頼度も異なる演出である。対戦相手は、「vs第14使徒・ゼルエル」となる。この演出では前作のシリーズのエヴァ出撃・対戦演出が流用されており、最終的にゼルエルをコアを破壊できれば勝利となる。どの演出とも、復活演出として青い炎の後、四号機に乗ったカヲルが登場したら確変大当たり確定となる。
対戦演出【単機Ver】
白抜き文字で「第14使徒・ゼルエル、襲来」と表示され、迎撃システムの砲撃とゼルエルが攻撃、18の装甲盤損壊の演出の後、ミサトが登場したら「単機Ver」となり射出されていくエヴァが対戦する。零号機がもっとも信頼度は低く、弐号機も同じく低めだが、初号機の場合は高信頼度となる。また、ミサトが指示したエヴァと違うエヴァが出現した場合は、大当たり確定である。
対戦演出【マルチVer】
前半の演出は共通ではあるが、18の装甲盤損壊の演出の後、マヤが登場し「そんな…18の装甲盤を一瞬にして…」と発言したら「マルチVer」となる。単機に比べ高信頼度である。また、この演出は弐号機、零号機の順で戦い、最終的に初号機がとどめを刺す様になっている。最初に発進したエヴァでは当たらず、2機目移行から殲滅のチャンスとなる。通常なら零号機→弐号機の順番に発進するが、これが逆ならチャンスアップとなる。また、リツコとミサトのセリフも2種類あり、「力みすぎてるわ。」「心配ないわ。」と、「自然体だわ。」「勝てるかもね。」があり、後者の方が期待度は高い。また、再始動演出も用意されており、初号機が倒れた後に鼓動が発生すると発展。四号機に乗ったカヲルが、ロンギヌスの槍でゼルエルのコアをひと突きする。もちろん確変大当たり確定である。

#### チャンスアップ演出
本作では、リーチ演出上で出現するムービー等で期待度が大きく変化するようになった。詳細は以下の通り。
零号機リーチ前ムービー演出（零号機リーチのみ出現）
エヴァ発進演出直後、原作アニメ第弐拾参話が再生される。内容は、ミサトがリツコ・マヤにMAGIの回答を示す演出である（但し、アニメ版と発言するキャラクターが若干異なっている。）。
アングル変化（零号機リーチのみ出現）。
アルミサエルとの戦闘開始前に、通常は正面から台詞を言うが、横顔だとチャンスアップとなる。
弐号機リーチ前ムービー演出（弐号機リーチのみ出現）
エヴァ発進演出直後、原作アニメ第拾話が再生される。内容は、アスカが耐熱仕様のプラグスーツをきて丸く膨らみ、さらに、耐熱・耐圧・耐火防護服の局地戦用D型装備した弐号機が登場する演出である。
マグマ突入演出（弐号機リーチのみ出現）
弐号機がマグマに突入していくシーンで、通常は足をまっすぐにしているが、突入時に足を前後に広げ「ジャイアントストロングエントリー！」と台詞を言いながらマグマに突入していったらチャンスアップとなり、図柄撃退(タイマー始動)まで必ず発展する。
初号機リーチ前ムービー演出（初号機リーチのみ出現）
エヴァ発進演出直後、シンジが、「逃げちゃダメだ…」の台詞と共にシンジの過去が再生される（この演出のみパチンコ版オリジナル編集である。）。そのあと、ミサトが「エヴァスタート位置へ」の司令を出す。
シンジカットイン演出（初号機リーチのみ出現）
初号機がサハクィエルを受け止める前に、金色枠で「フィールド全開！」のカットインが出現すればチャンスアップとなる。
パイロットカットイン（単機狙撃リーチのみ出現）
陽電子砲発射の後、ATフィールドを貫く時にミサトの代わりにパイロットがカットインしたらチャンスアップとなる。
キャラクター台詞演出（三機殲滅リーチ【マルチVer】のみ出現）
マルチに演出分岐直後、ミサトとリツコが交わす会話によって期待度が異なり、全部で2パターンあり、「力みすぎてるわ…」⇒「心配だわ…」の場合は信頼度は低く、「自然体だわ…」⇒「勝てるかもね」の場合は信頼度は高い。
エヴァ攻撃順番（三機殲滅リーチ【マルチVer】のみ出現）
攻撃順が、通常では零号機→弐号機→初号機であるが、弐号機→零号機→初号機の場合であればチャンスアップとなり、上記のキャラクター台詞の組み合わせにより期待度も大きく変化する。
チャンスボタンカットイン（単機狙撃、新ユニゾン、三機殲滅リーチを除いたリーチ）
前作シリーズまでは、戦闘開始前にチャンスボタンを押す事によりカットインしキャラの発言する台詞でリーチの期待度がわかった演出である。本作では、最後のとどめの時に移行し、前作同様に右画面にミサトが、左画面にパイロットが表示される。銀枠タイプと金枠タイプがあり、金枠のほうが期待度は高い。また、この演出は、図柄がリーチ目の一個手前の時（零号機は数字が残り2個）の最終図柄決定前のみ発動し、2桁前（零号機は数字が残り3個）状態では発動しない。なお、画面上にも、チャンスボタンを押せという演出はなく、ボタン自体が赤く光るのみとなる。
タイマーの色（三機殲滅、単機狙撃、四号機リーチを除いたリーチ）
通常は画面上に白く表示される7セグタイマーが赤く染まっていると期待度がアップとなる。
全領域兵器マステマ（弐号機・零号機リーチのみ出現）
上記のリーチ中に一時的に失敗し、リツコ&マヤ、ゲンドウ&冬月、加持のうち、いずれかにより「全領域兵器マステマ」の使用を指示されると期待度が大幅にアップする。リツコ&マヤVer.が最も期待度が低く、加持Ver.がもっとも期待度が高い。
F型装備（初号機リーチのみ出現）
零号機・弐号機のマステマ装備と同様に、一時的に失敗し、リツコ&マヤ、ゲンドウ&冬月、加持のうち、いずれかにより「F型装備」の使用を指示されると期待度が大幅にアップする。マステマ同様、リツコ&マヤVer.が最も期待度が低く、加持Ver.がもっとも期待度が高い。

#### 突発当り
本作より新たに搭載された演出である。この演出は、予告・リーチに関係なくいきなり大当たりが確定する演出である。また、高確率中に発生した場合は確変大当たり確定となる。演出発生地点は様々で、詳細は以下の通りである。
1. 回転中
2. ステージ変化時
3. ミッション突入時
4. チャンスボタン予告時
5. リーチ成立時
6. ノーマルリーチ中
7. スーパーリーチ発展時
8. スーパリーチ導入時

なお、初号機がATフィールドを切り裂く「ATフィールドVer」と、閉じ込められた初号機が第12使徒・レリエルから脱出する「レリエルVer」があり、レリエルの場合は確変大当たり確定となる。この演出では、確変図柄でリーチがかかったのに、単発柄で突発当りが成立する場合もあるが、かならずどこかで昇格する。

#### 全回転
シリーズおなじみの発生時点で確変大当りが確定となる演出である。前作より大幅に増え全4種類となり突入契機により、登場する全回転も異なる。
レイ全回転
突入契機は、デジタル変動中、チャンスボタン予告発生時に押すとブラックアウトし演出が発生する。
加持全回転
突入契機は、エヴァリーチ中にホワイトアウトし演出が発生。なお、加持は通常図柄だが、確変大当たり確定である。
おめでとう全回転
新世紀エヴァンゲリオン 〜まごころを、君に〜にもあったプレミア演出で、突入契機は、スーパーリーチ演出発展時、突然白抜き文字で「おめでとう」と表示され演出が始まる。
カヲル全回転
突入契機は、ノーマルリーチの2コマハズレ後、ブラックアウトし「さあ、行くよ。」の台詞と共に演出が発生する。

## 確変昇格演出
通常図柄で当たってしまった場合に発生する可能性のある演出。基本的にシリーズを踏襲しているが、新たに加わった演出などもある。

### 初号機チャンス
昇格する場合、この演出が大半を占める。通常図柄のリーチから大当たりし、鼓動が発生すると初号機チャンスに発展。しかし、必ず昇格するとは限らない。以下の演出が発生した場合は確変昇格確定。
- 初号機が咆哮をあげる（スクロール演出中盤に発生）
- パトランプが作動
- 初号機ではなく零号機か弐号機が出現（初号機が登場した直後にロンギヌスの槍が通過し機体が変わる。初号機と同様にスクロール型と場合と、ボタンプッシュの場合がある。弐号機の場合は青い背景、零号機の場合はオレンジの背景になり、パトランプと共にサイレン音を伴う）
- 流れてくる図柄が全部確変図柄
- ボタンプッシュの指示が発生
- 羽根が生えている
- 図柄スクロール中にボタン連打で背景にキャラ出現（初号機Ver.のシンジ背景は中々見られないが、零、弐号気Ver.が発生した場合、ボタン連打すると高確率でキャラ背景が出現する。

なお、初号機チャンスが発生せずに通常図柄が揃い、キャラがセリフを喋るタイミングに鼓動が発生すれば、「遅れ」演出となり昇格が確定。この場合、必ずボタンプッシュ演出になる。

### ラウンド昇格
初号機チャンスが発生し昇格しなかった場合にも出現する、ラウンド中の昇格演出。特定のラウンド突入時に「次回予告」の映像が入り、演出発展となる。必ず昇格するとは限らないが、ガセパターンの初号機チャンスほどは発生しないので、そこそこ期待できる。
- 決戦、第三新東京市（9R突入時に次回予告が発生。弐号機が第5の使徒ラミエルとバトル。初号機Ver、アスカカットインが発生すれば昇格確定）
- 三つの力（7R突入時に次回予告が発生。前作のストーリー演出でもあった、第4の使徒、シャムシエルと初号機、弐号機。零号機が対戦する。こちらは発展した時点で勝利が確定しており、かならず確変に昇格する）

### エンディング昇格
警報演出
15ラウンド終了後のチャンスタイム突入の画面の代わりに、パトランプの回転と共に警報演出が発生。警報後、マヤの「異常発生！」というカットが入り、ゲンドウが高確率状態突入を知らせてくれる。警報が発生した時点で昇格確定。
復活演出
ラウンド昇格の対ラミエル戦で敗北した場合に発生する可能性のある演出。15R終了後、レイの「まだよ。」というカットインと共にパトランプが発生。零号機が盾で過粒子砲を受け止め、初号機が再びポジトロンライフルで敵を打ち抜く。こちらも発生した時点で昇格が確定。

### 大当たりラウンドの楽曲法則崩れ
通常図柄で大当たりした場合でも、流れてくる楽曲が通常のものと違ったら昇格確定。新生・レイ覚醒モード以外からの通常大当たり時に「魂のルフラン」や「甘き死よ、来たれ」等、「残酷な天使のテーゼ」以外の楽曲が流れたり、新生・レイ覚醒モードからの通常大当たりで「残酷な天使のテーゼ」が流れるとラウンド・エンディング昇格のどちらかが発生。

### 補足
盤面左下の2連7セグを見れば、ラウンド昇格するかエンディング昇格するかがすぐわかる。ラウンド昇格セグと、エンディング昇格セグがある。昇格しない場合には通常当たりのセグが表示される。2連7セグの左側がヘソ入賞からの当たり、右側が電チュー入賞からの当たりをセグで表示している。

## プレミアム及び確定演出まとめ

### ステップアップ予告
- ステップ1リツコ「大当りよ」
- ステップ2ミサト「大当りよ」
- ステップ3レイ「おめでとう」
- ステップ4アスカ「大当りよ」
- ステップ5シンジ「おめでとう」
- ステップ1右回転リツコ「母さん」
- ステップ2右回転ミサト「そ、葛城ミサトよろしくね」
- ステップ3右回転レイ「どんだけ〜」
- ステップ4右回転アスカ「ママ…ママなの？」
- ステップ5右回転シンジ「わ〜い」
- ステップ1左回転伊吹マヤ「大好き」
- ステップ2左回転加持リョウジ「シンジくん」
- ステップ3左回転冬月コウゾウ「上出来だな」
- ステップ4左回転渚カヲル「大好きだよ」
- ステップ5左回転碇ゲンドウ「ドル箱を用意しろ」
- リラックス系ステップ5ロング（高確率中は左右同時停止と複合するため、確変確定）

### 疑似連続予告
- 4回連続で発生（確変確定）
  - シンジ予告なら初号機リーチへ発展
  - アスカ予告なら弐号機リーチへ発展
  - レイ予告なら零号機リーチへ発展

擬似連続4回発生の場合はいずれも特殊装備演出へは発展しない。

### タイトル予告
- 見知らぬ、天井
- 鳴らない、電話
- 雨、逃げ出した後
- 人の造りしもの
- 静止した闇の中で
- 四人目の適格者
- 使徒、侵入
- ゼーレ、魂の座
- 嘘と沈黙
- 死に至る病、そして
- 命の選択を
- 心のかたち、人のかたち
- ネルフ、誕生
- 最後のシ者（確変確定）
- 終わる世界
- 世界の中心でアイを叫んだけもの（確変確定）
- Air
- まごころを、君に
- 確変確定（確変確定）
- 激熱
- おめでとう（確変確定）
- 三つの力
- 通常パターンでも、関連性の無いリーチへ発展した場合は大当たり確定。

### 使徒予告
- 第3使徒サキエル
- 第4使徒シャムシェル
- 第5使徒ラミエル
- 第6使徒ガギエル
- 第9使徒マトリエル
- 第11使徒イロウル
- 第12使徒レリエル
- 第13使徒バルディエル
- 第17使徒渚カヲル（確変確定）
- ジェット・アローン
- エヴァンゲリオン量産型
- 通常パターンでも、関連性の無いリーチへ発展した場合は大当たり確定。

### 図柄アニメーション
- キャラクターが喋った場合（高確率中なら確変確定）
- 図柄がネルフマーク（確変確定）

### 背景予告
- ユイ
- カヲル（確変確定）
- アスカ
- シンジ
- 加持
- マヤ
- キール
- リリス（十字架に磔にされた、仮面を被った白色の巨人。雑誌etcではアダムと表記されているが間違い。）
- 新ネルフマーク
- 新ゼーレマーク
- 人類補完計画中間報告書

※上記の背景予告が確変中に発生した場合は種類を問わず確変確定

### 次回予告
- 最後のシ者（確変確定）
- 大当り（確変確定）
- 高確率中は当たれば確変確定（ストーリー系に発展すれば確変大当たり確定）

### ミッションモード
- 1分ミッション
- 時短中にモード突入
- 突入回転で擬似連（保留玉が減らずに変動）
- 突入回転で無音変動
- 左か右に○図柄をとめろ
- この回転でリーチをかけろ！！
- 変動開始時にドル箱を用意しろ！！
- サービスしちゃうわよん♥
- 大当り

### その他
- 背景変化時に零号機リーチ発展（零号機リーチ対応タイトル等は出現時点で当確）
- 上段に4、下段に2図柄でリーチ
- 背景変化後、10回転以内に再び背景変化があった場合（通常は最低10回転は背景変化が発生しないため）
- 時短、高確率中、特殊ステージ中（ミッションモードは除外）にチャンスボタン予告が発生（高確率中、時短中は確変大当たり確定）
- 通常時の変動中に初号機役モノが咆哮（2R確変含む）

## 確変確定演出まとめ
- 初号機、弐号機、零号機の格納庫背景
- チャンスボタンカヲルの無言、通常時・時短中の6(カヲル)図柄のアニメーションボイスを除く、渚カヲルが絡む演出が出現
- 次回予告「大当り」、「最後のシ者」
- タイトル予告「最後のシ者」・「確変確定」・「おめでとう」・「世界の中心でアイを叫んだけもの」
- レリエルの突発当たり
- 1分ミッションモードの終了時「00:01:11」、ゲンドウ→冬月の順にカットイン（通常は冬月→ゲンドウの順）
- ノーマルリーチで当たり（通常図柄リーチでは発生しない）
- リーチ直後、図柄がNERVマークに変化
- 疑似連予告×4（シンジ、アスカ、レイ共通）
- エヴァ射出演出時（通常はミサトが写る場面）に冬月、ゲンドウが「ぬるいな。」「ああ。」
- リツコの研究室のパソコン予告「間もなく降臨」（レイ以外の全回転発展確定）
- レイちゃんステージで赤コイン「リーチ！」(他コイン落下無し)
- 各リーチ復活演出
- 全回転（全4種類）
- 零号機・弐号機リーチでショートポイントで当たり （弐号機リーチでのショート当たりは、「どんだけ〜」というアスカのボイスが入る）
- エヴァ系リーチでハズレ後タイマーが停止（四号機救済が確定。マステマ発展等で0:00になった時を除く）
- 暴走大当たり（暴走突入と見せかけた大当たり演出）
- ミサトカーリーチでミサトの写真カットイン（通常はシフトチェンジのカットインが入る部分）
- インパクトフラッシュが作動

## 確変中における確変確定演出
- チャンスボタン演出が発生（レイ全回転への発展が確定）
- 突発当たり（A.TフィールドVer、レリエルVerの両者共）
- 変動中に初号機役モノが咆哮(リーチ成立で確変確定、リーチ否定(チャンス目テンパイ)で暴走含む突確あり)
- ストーリー系リーチ対応次回予告演出（「せめて、人間らしく」・「瞬間、心、重ねて」・「男の戦い」）
- 擬似連続予告4回
- リラックスステップアップ5のロング
- レイ背景以外の背景予告
- プレミア射出演出（パイロット3人）発生
- 図柄アニメーションボイスが発生
- リーチ成立時、ネルフ図柄に変化
- ストーリーリーチ、三機殲滅リーチに発展
- 零号機リーチ、初号機リーチで新劇場版カラー
- 弐号機リーチでシンジ同乗

## 確変中当たれば確変確定演出
- 擬似連続予告3回
- リラックスステップアップ3、4のロング
- リーチ時図柄特殊停止（左右同時停止、右から停止、右図柄戻り）
- レイ背景
- ノーマル停止後の射出演出
- 初号機役モノの目が開眼
- エヴァ系リーチ対応の次回予告演出（「涙」・「マグマダイバー」・「奇跡の価値は」）

## 甘デジ仕様「Light」
盤面の初号機は青色となり、液晶左にはレイのイラストが入る。
演出に大きな変更はないが、2009年発売の「CR新世紀エヴァンゲリオン 〜最後のシ者〜」から登場した「突発昇格演出」が追加された（通常当たり時の3・4・6R時にランダムで出現）。さらにプレミア当たりの出現率が大幅にアップされた。
「全回転」「カヲル登場による復活演出」での当たりは15R確変当たりが確定。また、ラウンド中の「ヤシマ作戦」で使徒ラミエルを撃破しても15R確変確定となる。さらにラウンド中の音楽が「魂のルフラン」だった場合も15R確変確定（ヤシマ作戦勝利時は途中から変わる）。
この他、図柄変動時の「キール」「モノリス」は信頼率が大幅にアップ。また、「カーチェイスリーチ」はプレミア扱いとなった。

## スペック

### CR新世紀エヴァンゲリオン 〜使徒、再び〜SFW
- 大当たり確率
  - 低確率：1/346.8
  - 高確率：1/34.7
- 確変割合:65%
  - ヘソ入賞時：2R確変:30%・15R確変:35%
  - 電チュー入賞時：2R確変3%・15R確変62%
- 大当たりラウンド：15R・9C or 2R・0C
- 賞球：3&3&10&13
- 通常大当り終了後100回の時短

### CR新世紀エヴァンゲリオン 〜使徒、再び〜YF
- 大当たり確率
  - 低確率：1/128.5
  - 高確率：1/12.9
- 確変割合:65%
  - 15R確変12％、7R確変38％、2R確変15%、7R通常35%
- 大当たりラウンド：7R&15R・9C or 2R・0C
- 賞球：3&3&10&10
- 通常大当り終了後40回の時短

## コンシューマ移植
- ディースリー・パブリッシャーより、PS2版「必勝パチンコ★パチスロ攻略シリーズ Vol.12 新世紀エヴァンゲリオン 〜使徒、再び〜」が、2008年6月26日と、DS版「必勝パチンコ★パチスロ攻略DSシリーズ Vol.2 新世紀エヴァンゲリオン 〜使徒、再び〜」が、同年6月12日に発売。この他に、フューチャースコープからPCオンラインゲーム「Pspace」に2011年5月26日より登場し、携帯用モバイルでの配信も行われている。